# ExFAT
exFAT (Extended File Allocation Table, tabla extendida de asignación de archivos) es un sistema de archivos, patentado y propiedad de Microsoft, especialmente adaptado para memorias flash presentado con Windows CE (Windows Embedded CE 6.0).
El sistema de archivos exFAT se utiliza cuando el NTFS no es factible debido a la sobrecarga de las estructuras de datos.

## Ventajas
- Desaparece el límite teórico de su antecesor, FAT32 para el tamaño de fichero de 264 bytes (16 Exbibytes), límite aumentado desde 232 bytes (4 Gibibytes).
- Tamaño de clúster de hasta 2255 bytes, límite implementado de 32MB.
- Mejoras en el rendimiento de la asignación de espacio libre gracias a la introducción de un free space bitmap.
- Soporte de 2.796.202 ficheros por directorio.
- Soporte de 2.796.202 directorios por partición. Lo que permite almacenar hasta 7,8 billones de archivos.
- Soporte para listas de control de acceso.
- Soporte para Transaction-Safe FAT File System (TFAT) (función activada opcionalmente en WinCE).
- En Windows 7, la función ReadyBoost mejora su capacidad, al eliminarse el límite de archivos de 4Gb del sistema FAT.
- Compatibilidad: exFAT es soportado por Windows XP SP2, Windows Server 2003, Windows Vista SP1, Windows 7, Windows 8, Windows Server 2008 R2, Windows 10, Windows 11, Android KitKat, Mac OS X desde la versión 10.6.5, iPadOS, Linux desde la versión 5.4 y Chrome OS.

## Compatibilidad
- En Windows XP y Windows Server 2003, se debe tener instalado al menos el Service Pack 2 para poder instalar la actualización de compatibilidad con exFAT. Dicha actualización  está documentada en el artículo KB955704.
- En Windows Vista se debe instalar el Service Pack 1 para añadir compatibilidad con exFAT.[3]
- Los dispositivos que usan el formato de archivos exFAT no pueden ser leídos por versiones anteriores a Windows XP, ni por versiones de DOS u OS/2.
- Windows 7, Windows 8, Windows 10 y Windows 11, soportan exFAT de forma nativa.
- Las distribuciones GNU/Linux han tenido soporte para exFAT a través del subsistema FUSE desde 2009. El 28 de agosto de 2019, Microsoft publicó la especificación exFAT y liberó la patente a los miembros de la OIN.[4] El núcleo Linux introdujo el soporte exFAT nativo a partir de la versión 5.4.[5]
- Android también incluye compatibilidad con exFAT desde Android KitKat.
- En Mac OS X, se permite la lectura a partir de la versión 10.6.4, la escritura a partir de la 10.6.6 y el formateo a partir de la 10.6.8. En Mac OS X 10.7 (Lion) viene de manera nativa desde la primera versión. iPadOS también es compatible.
- Chrome OS puede leer y escribir en particiones exFAT.
- exFAT ha sido integrado en muchos aparatos electrónicos como televisores, camcorders y cámaras fotográficas. Muchas tarjetas de memoria han adoptado este sistema de archivos.